# Ali Nouisri
Ali Nouisri (Tunis, 20 januari 1990) is een Tunesisch wielrenner die anno 2018 rijdt voor VIB Sports.

## Carrière
In 2012 werd Nouisri tweede op het Arabische kampioenschap tijdrijden voor junioren. In datzelfde jaar werd hij op de baan Arabisch kampioen puntenkoers en werd hij derde in de keirin. Twee jaar later werd hij, achter Hassen Ben Nasser, tweede op het nationale kampioenschap tijdrijden bij de eliterenners.
In maart 2016 werd Nouisri vijfde in het eindklassement van de Ronde van Oranie, waarmee hij wel het jongerenklassement won. Datzelfde deed hij negen dagen later in de Ronde van Sétif. Later dat jaar werd hij, achter Maher Hasnaoui, tweede op het nationale kampioenschap tijdrijden en won hij de wegwedstrijd twee dagen later. In augustus nam hij deel aan de wegwedstrijd op de Olympische Spelen in Rio de Janeiro, maar reed deze niet uit.
In 2017 nam Nouisri voor de tweede maal op rij deel aan de Ronde van Senegal. De dertiende plaats in de vijfde etappe was zijn slechtste klassering in de achtdaagse, die hij afsloot op de vierde plaats in het algemeen klassement. Twee weken later won hij in eigen land de derde etappe van de Ronde van Tunesië. Later die maan werd hij voor de eerste maal nationaal kampioen op de weg bij de eliterenners. In 2018 won hij beide nationale titels op de weg.

## Overwinningen
2015
 Tunesisch kampioen tijdrijden, Beloften
2016
Jongerenklassement Ronde van Oranie
Jongerenklassement Ronde van Sétif
 Tunesisch kampioen tijdrijden, Beloften
 Tunesisch kampioen op de weg, Elite
 Tunesisch kampioen op de weg, Beloften
2017
3e etappe Ronde van Tunesië
Jongerenklassement Ronde van Tunesië
 Tunesisch kampioen op de weg, Elite
2018
6e etappe Ronde van Algerije
 Tunesisch kampioen tijdrijden, Elite
 Tunesisch kampioen op de weg, Elite
2019
 Tunesisch kampioen tijdrijden, Elite

## Ploegen
- 2018 –  VIB Sports

Al Moakee · Al Rikabi · Alawi · Ayachi · Ayyad · Costa · Jawad · Khalefa · Makhchoun · Nouisri · Reguero · Sahbaoui · Valiente · Wais